# Pravdomil Svoboda
Pravdomil Svoboda (1. dubna 1908 Prostějov – 16. března 1978 Družec) byl český botanik a dendrolog, vyučoval a zastával vedoucí funkce na vysokých školách v Praze a Zvolenu. V roce 1954 se stal zakladatelem Arboreta Kostelec nad Černými lesy, později působil jako ředitel Botanické zahrady ČSAV v Průhonicích a ředitel arboreta Borová Hora ve Zvolenu.

## Život
Pravdomil Svoboda se narodil v Prostějově jako syn knihkupce. Absolvoval reálné gymnázium v Příbrami. Vystudoval Vysokou školu
zemědělskou v Praze, studium ukončil v roce 1931. Rok byl na praxi v Tatrách. Poté pracoval v Ústavu dendrologie ČVUT v Praze. V roce 1946 se stal docentem, později profesorem a vedoucím katedry dendrologie a geobotaniky Lesnické fakulty ČVUT.
Hned po 2. světové válce v roce 1945 začal Svoboda vysazovat vybrané dřeviny na bývalé pastvině v blízkosti Kostelce, čímž se svými spolupracovníky položil základy Arboreta Kostelec nad Černými lesy. Oficiálně arboretum existuje od roku 1954. Uvnitř areálu stále stojí jeho chata a jeho působení připomíná pomník. Arboretum je součástí Lesnické fakulty České zemědělské univerzity v Praze.
Poté se Svoboda stal ředitelem Botanické zahrady ČSAV v Průhonicích. V letech 1964–1972 působil ve Zvolenu, a to jako ředitel arboreta Borová Hora a vedoucí katedry dendrologie a krajinářství Vysoké školy lesnické a dřevařské.